# Saab 9-3
Saab 9-3 är en svensk personbil från biltillverkaren Saab. 
Modellen lanserades 1998 som en efterföljare till den åldrande modellen Saab 900. År 2002 lanserades en ny förbättrad version, baserad på General Motors Epsilon-plattform. År 2006 lanserade Saab en 9-3 med etanoldrift, Saab BioPower, som marknadsfördes i TV med en reklamfilm innehållande låten Release Me av Oh Laura.
År 2008 genomgick modellen en yttre förändring med uppdaterat utseende samt 4-hjulsdrift (XWD) som tillval. Under de nästföljande åren lanserades ytterligare även en modell, Saab 9-3X. År 2013 lanserades ännu en  generationen av bilen, producerad av de nya Saab-ägarna Nevs. De sista exemplaren av denna generation färdigställdes 2015. En eldriven version av Saab 9-3 var planerad och skulle enligt tillverkaren börja säljas i Kina under 2017. Den 5 december 2017 i fabriken i Tianjin rullade Nevs (fd. Saab) också ut de första exemplaren av nya eldrivna 9-3 EV.

## Saab 9-3 Generation 1 (1998-2003)
Saab 9-3 var en så kallad "ansiktslyftning" av Saab 900. Vid "ansiktslyftet" valde man också att döpa om bilen till 9-3 efter det nya namnsystem man införde i och med introduktionen av den större Saab 9-5. Namnbytet sågs också nödvändigt eftersom Saab inte ville att bilen skulle förknippas lika mycket med 900:an den ersatte som under 90-talet kantades med många problem
9-3 hade modifierats på en rad punkter, de mest synliga är ny design av stötfångarna, ny grill, registreringsskyltens placering flyttades till att vara mellan bakljusen (tidigare placerad under). Även chassiemässigt gjordes uppdateringar, bilens krockstruktur förstärktes. Sammanfattningsvis gjordes ändringarna för att modernisera den något till åren komna 900:an och för att bilen skulle stämma överens med 9-5 utseendemässigt. 
Versionerna är en tre- och femdörrars så kallade combi coupé samt cabriolet.

### 9-3 Viggen

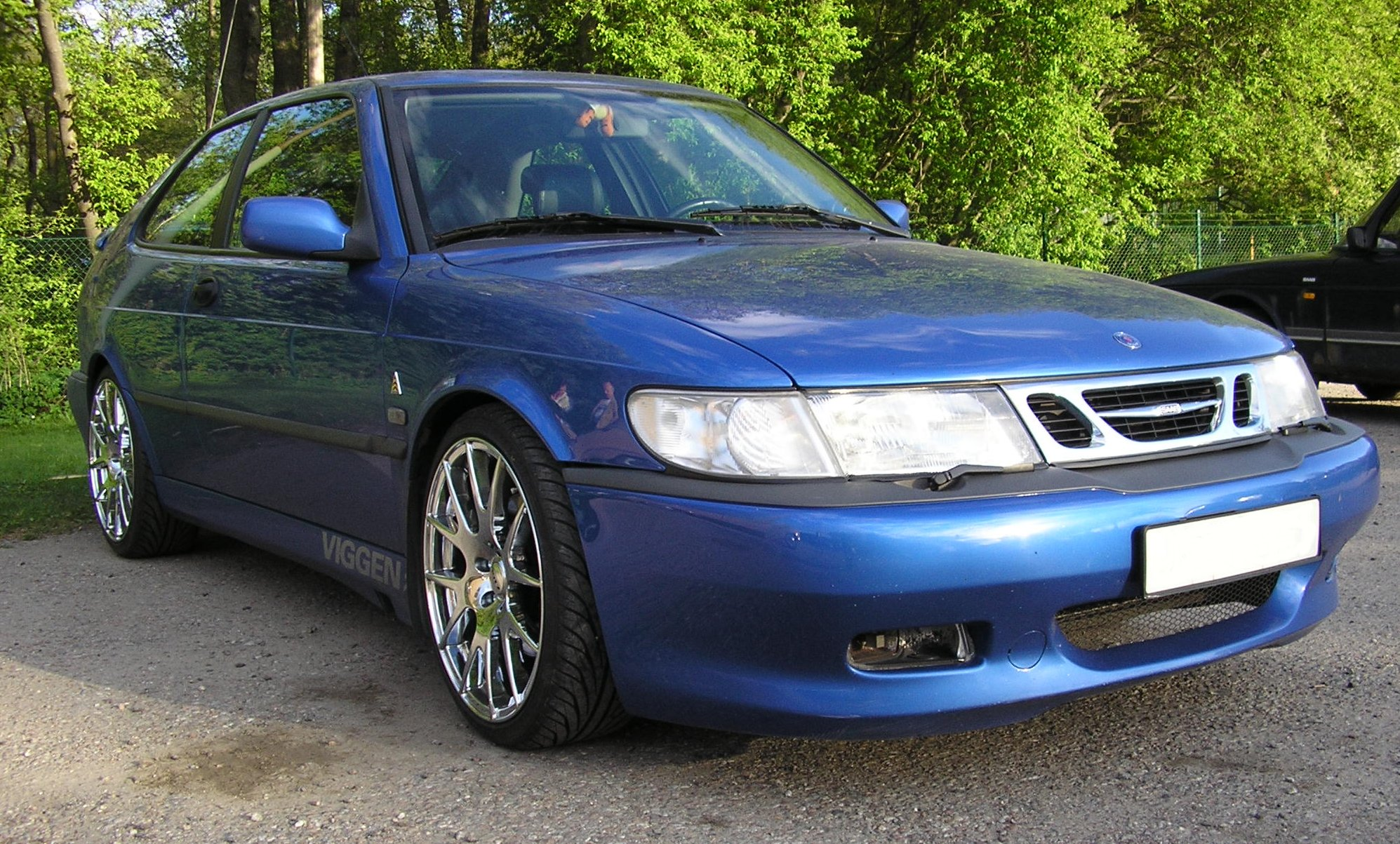
Saab 9-3 Viggen

1999 släpptes en ännu kraftfullare variant än toppmodellen 9-3 2.0T (200 hk) kallad 9-3 Viggen, namngiven efter stridsflygplanet Saab 37 Viggen. Motorn i Viggen hämtades från 9-5 Aero,den var på 2,3 liter och lämnade 225 hk. År 2000 ökades bilens motorstyrka till 230 hk. Övriga förändringar av Viggen mot Aero (som lanserades 2000) var bland annat bättre koppling, hårdare stötdämpare, andra fjädrar och diverse utseendemässiga förändringar, till exempel bakre spoiler. Modellen fanns i sex färger: Lightning-blå, Monte Carlo-gul, stålgrå, silver, svart och laserröd. Sammanlagt tillverkades 9-3 Viggen i 4 600 exemplar. De fanns mellan 1999 och 2002, men 2001–2002 tillverkades Viggen enligt specifikation för USA-marknaden. Vissa av dessa bilar stannade kvar i Sverige.
Rallycrossföraren Per Eklund tävlade i en modifierad 9-3 Viggen och han vann, bland annat, backtävlingen vid Pikes Peak med en sådan.
Produktionssiffror										
- MY 1998: 14 bilar
- MY 1999: 1099 bilar
- MY 2000: 1621 bilar
- MY 2001: 1251 bilar
- MY 2002: 615 bilar (Produktionen avslutades 06/2002)
- Totalt: 4600 bilar

## Saab 9-3 Generation 2 (2003-2012) (NEVS 2014- )

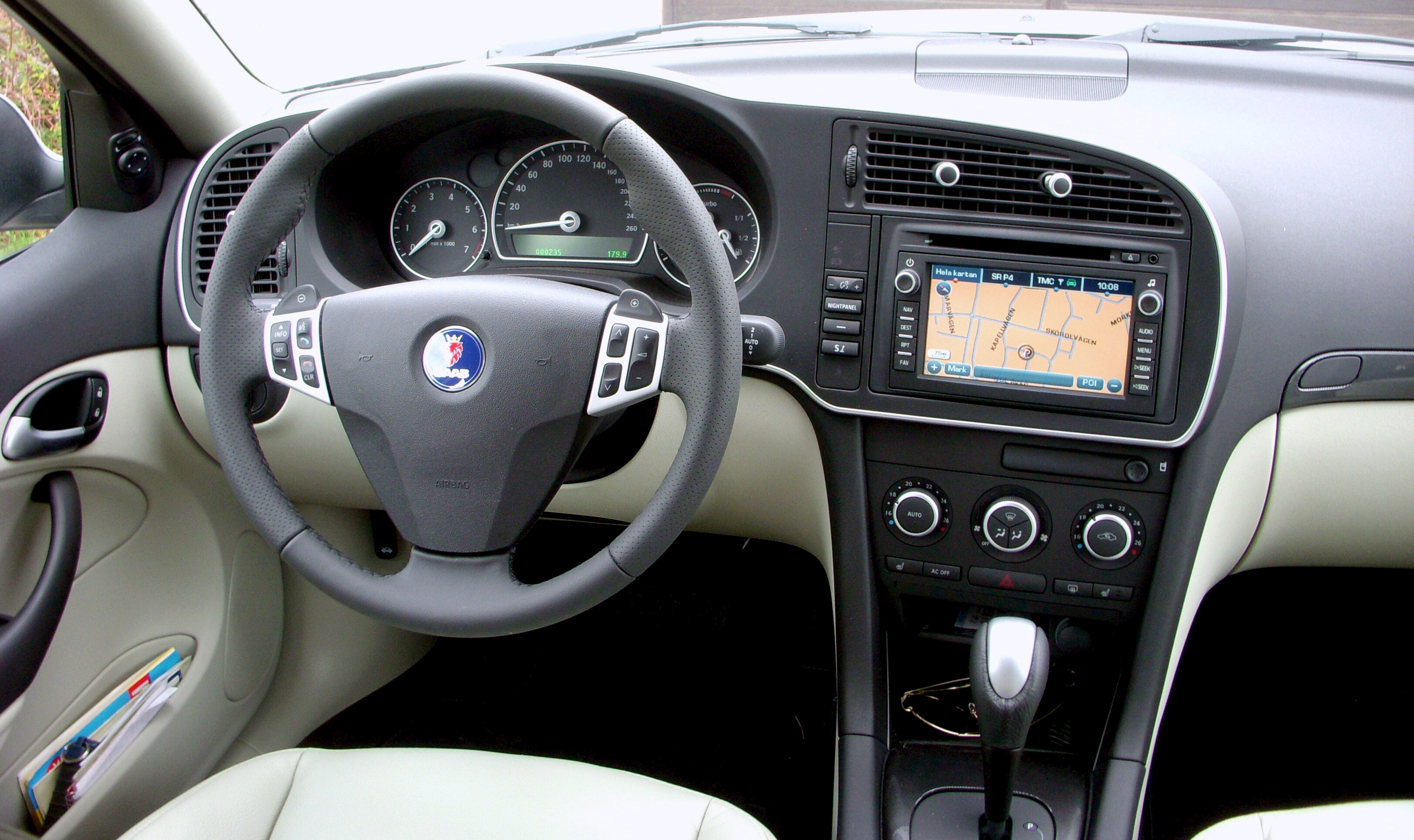
Förarplatsen i en 9-3x, 2010.

Saab 9-3 ersattes 2002, med modellår 2003 av en helt ny 9-3. Saab övergav till en vissas besvikelse den gamla idén om combi coupén till förmån för en sedankaross som man kallade SportSedan förkortat SS. Bilen mottogs med positiv kritik för sina goda köregenskaper. Nya motoralternativ tillkom, både med och utan turbo, ett resultat av GM:s önskan att bland annat reducera antalet grundmotorer deras olika bilmärken använder. Därför finns Saab 9-3 med två "globala" bensinmotorer, en fyrcylindrig rak motor och en sexcylindrig V-motor. Dessa motorer kallas globalt Ecotec samt HFV6 (High Feature V6) och är samutvecklade av General Motors Powertrain i USA, Tyskland och Sverige med hjälp från Lotus Engineering och Ricardo i Detroit, USA. Monteringen av dessa motorer för 9-3 sker inte i Sverige utan i Opels motorfabrik i Kaiserslautern respektive Holdens motorfabrik i Port Melbourne, Australien, med delar levererade från flera länder. General Motors Powertrain i Södertälje hade ansvaret för att anpassa motorerna för överladdning, det vill säga kompressorladdning med bland annat turbo som Saab använder. Den minsta bensinmotorn med 1,8 l volym utan turbo var hämtad direkt från Opel, och såldes i en billigare instegsmodell. Dieselmotorerna kommer från Fiat.
Denna modell blev också med vissa små förändringar tillverkad vid samma fabrik under namnet Cadillac BLS. Det var en lite lyxigare bil än 9-3, men i grunden var modellerna helt identiska. Anledningen till att BLS började tillverkas i Trollhättan var att GM ville utnyttja kapaciteten bättre i den svenska fabriken och att man ville få igång försäljningen av bilmärket Cadillac i Europa.

### 2004/2005
Modellåret 2004 kom en cabriolet. Dessutom erbjöds en enklare variant för SportSedan och SportCombi: 1.8i. En motor direkt från lagerhyllorna hos Opel, 1796cc och 122 hk (Z18XE). 

### 2006
2006 års modell medförde introduktionen av den turboladdade (twin scroll turbo) 2,8-litersmotorn till Saab 9-3 samt den hett efterlängtade kombin SportCombi förkortat SC.

### 2007
Under våren 2007 fick även Saab 9-3 BioPower-motorer i sitt program. Noteras bör även 1.8t som har en 2-liters motor och där 1.8 skall indikera att det är en lågeffektsturbo inte att det är en mindre cylindervolym. Vidare fick 2007 års modell en uppdaterad instrumentpanel, med nya mätare och helt ny ljudanläggning, luftkonditionering med mera.

### 2008
Från 2008 får modellen en uppdaterad exteriör design och konstruktion med bland annat listfria dörrar från Cadillac BLS (gäller inte cabriolet) och designdrag från bland annat Aero X och 9-5 Aero (M04-05). Bensin och etanolmotorerna som sitter i alla Saabmodellerna från årsmodell 2004 är med undantag av 2,8 liters V6:an utvecklade av GM Europe:s utvecklingsavdelning med stöd från Saab. Saab 9-3 använder plattformen Epsilon I som även används till Chevrolet Malibu, Opel Vectra och Cadillac BLS. Dessutom lanseras en specialmodell kallad Turbo X. Denna har samma 2,8-liters motor som Aeromodellen, men har 280 hk och den senaste generationens fyrhjulsdrift från svenska Haldex. Dessutom har den eLSD. Det är en elektroniskt styrd differentialbroms som kan överföra upp till 40% av vridmomentet till det bakhjul som för tillfället har bästa friktionen.

### Modellår 2012 Saab 9-3 Griffin
Den 23 februari 2011 på "Independence Day" presenterades Saab 9-3 Griffin. 
Den ersatte nuvarande Saab 9-3 designlinjerna Linear och Vector på SportSedan, SportCombi, Cabriolet och 9-3X. Dessa "Griffinbilar" kom i två utföranden, standard och Aero.
Slutet för Saab Automobile kom den 19 december 2011 då Victor Muller lämnade in konkursansökan vid Vänersborgs Tingsrätt, men då hade produktionslinan redan stått stilla sedan början av juni 2011.

### Modellprogram
För modellåret 2011 såg modellprogrammet ut så här:
| Modell        | Motor                       | Cylindervolym | Turbo | Effekt        | 0–100 km/h          | Bränsle    |
| ------------- | --------------------------- | ------------- | ----- | ------------- | ------------------- | ---------- |
| 1,8t          | 4-cyl rak motor 16 ventiler | 1998 cm³      | Ja    | 110 kW/150 hk | 9,5 s (aut: 10,7 s) | Bensin     |
| 1,8t BioPower | 4-cyl rak motor 16 ventiler | 1998 cm³      | Ja    | 129 kW/175 hk | 8,4 s (aut: 9,4 s)  | E85/Bensin |
| 2,0t          | 4-cyl rak motor 16 ventiler | 1998 cm³      | Ja    | 120 kW/163 hk | 9,9 s               | Bensin     |
| 2,0T          | 4-cyl rak motor 16 ventiler | 1998 cm³      | Ja    | 154 kW/210 hk | 8,6 s               | Bensin     |
| 2,0t BioPower | 4-cyl rak motor 16 ventiler | 1998 cm³      | Ja    | 147 kW/200 hk | 7,9 s (aut: 8,9 s)  | E85/Bensin |
| 1,9TTiD       | 4-cyl rak motor 16 ventiler | 1910 cm³      | Ja    | 96 kW/130 hk  | 10,9 s              | Diesel     |
| 1,9TTiD       | 4-cyl rak motor 16 ventiler | 1910 cm³      | Ja    | 118 kW/160 hk | 9,5 s               | Diesel     |
| 1,9TTiD       | 4-cyl rak motor 16 ventiler | 1910 cm³      | Ja    | 132 kW/180 hk | 8,5 s (aut: 8,9 s)  | Diesel     |

#### Utgångna motorer
| Modell     | Motor                       | Cylindervolym | Turbo | Effekt        | 0–100 km/h         | Bränsle | Årsmodell |
| ---------- | --------------------------- | ------------- | ----- | ------------- | ------------------ | ------- | --------- |
| 1,8i       | 4-cyl rak motor 16 ventiler | 1796 cm³      | Nej   | 90 kW/122 hk  | 11,5 s             | Bensin  | 2004-2009 |
| 2,0t       | 4-cyl rak motor 16 ventiler | 1998 cm³      | Ja    | 129 kW/175 hk | 8,5 s              | Bensin  | 2003-2010 |
| 2,0T B207R | 4-cyl rak motor 16 ventiler | 1998 cm³      | Ja    | 154 kW/210 hk | 6,9 s              | Bensin  | 2003-2011 |
| 2,8t       | 6-cyl V-motor 24 ventiler   | 2792 cm³      | Ja    | 169 kW/230 hk | 7,3 s              | Bensin  | 2006-2007 |
| 2,8T       | 6-cyl V-motor 24 ventiler   | 2792 cm³      | Ja    | 184 kW/250 hk | 6,7 s (aut: 7,5 s) | Bensin  | 2006-2007 |
| 2,8T       | 6-cyl V-motor 24 ventiler   | 2792 cm³      | Ja    | 188 kW/255 hk | 6,7 s              | Bensin  | 2008      |
| 2,8T       | 6-cyl V-motor 24 ventiler   | 2792 cm³      | Ja    | 206 kW/280 hk | 5,7 s (aut: 7,2 s) | Bensin  | 2008-2011 |
| 1,9TiD     | 4-cyl rak motor 8 ventiler  | 1910 cm³      | Ja    | 88 kW/120 hk  | 11,5 s             | Diesel  | 2005-2007 |
| 1,9TiD     | 4-cyl rak motor 16 ventiler | 1910 cm³      | Ja    | 110 kW/150 hk | 9,5 s (aut: 11 s)  | Diesel  | 2005-2011 |
| 2,2TiD     | 4-cyl rak motor 16 ventiler | 2171 cm³      | Ja    | 92 kW/125 hk  | 11,0 s             | Diesel  | 2003-2005 |

### 2013
Den 2 december 2013 rullade den första Saab-bilen på två och ett halvt år av linan, nu tillverkad av bolaget NEVS. Det var en Saab 9-3 Aero Sedan med en 220 hästkrafters 2,0-liters turbomotor.

### 2014
Saab 9-3 var planerad att finnas även som elbil fr.o.m. 2014. Detta kom dock aldrig att uppfyllas. Den sista Saab 9-3 tillverkades 2014 och lämnade aldrig fabriken. Det var en Saab 9-3 Aero Turbo4 och den finns just nu i Danmark efter att den blivit såld för 465 000 kronor 2019. 